# Première Division 1998/99 (Burkina Faso)
In 1998/99 werd het 37ste seizoen gespeeld van de Première Division, de hoogste voetbalklasse van Burkina Faso. AS Faso-Yennenga werd kampioen.

## Eindstand
| Plaats | Club                            | Wed. | W  | G | V  | Saldo | Ptn. |
| ------ | ------------------------------- | ---- | -- | - | -- | ----- | ---- |
| 1.     | AS Faso-Yennenga (B)            | 22   | 17 | 2 | 3  | 51:12 | 53   |
| 2.     | Étoile Filante Ouagadougou (B)  | 22   | 14 | 5 | 3  | 35:15 | 47   |
| 3.     | US Forces des Armées            | 22   | 12 | 7 | 3  | 43:17 | 43   |
| 4.     | AS Fonctionnaires               | 22   | 11 | 6 | 5  | 32:16 | 39   |
| 5.     | Santos FC                       | 22   | 9  | 7 | 6  | 30:25 | 33   |
| 6.     | Racing Club de Bobo             | 22   | 9  | 4 | 9  | 35:28 | 32   |
| 7.     | Rail Club du Kadiogo            | 22   | 8  | 5 | 9  | 27:21 | 29   |
| 8.     | USFRAN Bobo-Dioulasso           | 22   | 6  | 4 | 12 | 22:23 | 22   |
| 9.     | ASEC Koudougou                  | 22   | 6  | 4 | 12 | 15:29 | 22   |
| 10.    | US Ouagadougou                  | 22   | 5  | 7 | 10 | 24:39 | 22   |
| 11.    | Jeunesse Club de Bobo-Dioulasso | 22   | 3  | 3 | 16 | 16:50 | 12   |
| 12.    | FC Boulgou Tenkodogo            | 22   | 2  | 6 | 14 | 22:67 | 12   |

|     | Kampioen                             |
|     | Degradatie-eindronde                 |
|     | Degradatie naar de Deuxième Division |
| (B) | Bekerwinnaar                         |
| (P) | Promovendus uit de Deuxième Division |

## Internationale wedstrijden
CAF Champions League 2000
| Team #1          | Uitslag | Team #2        | 1e wed | 2e wed |
| ---------------- | ------- | -------------- | ------ | ------ |
| AS Faso-Yennenga | 3 - 3   | Djoliba AC (u) | 2-2    | 1-1    |

CAF Beker der Bekerwinnaars 2000
| Team #1                    | Uitslag | Team #2   | 1e wed | 2e wed |
| -------------------------- | ------- | --------- | ------ | ------ |
| Étoile Filante Ouagadougou | 0 - 1   | FAR Rabat | 0-0    | 0-1    |

CAF Cup 2000
| Team #1     | Uitslag | Team #2              | 1e wed | 2e wed |
| ----------- | ------- | -------------------- | ------ | ------ |
| CA Bizertin | 3 - 2   | US Forces des Armées | 2-0    | 1-2    |